# 横田恵美
横田 恵美（よこた えみ、1988年3月15日 - ）は、日本の女優、フラワーデザイナー。Judith Blacklock Professional Business Course卒業の認定デザイナー。。

## 来歴
東京都出身。バイ・ザ・ウェイへの所属を経てエコーズに所属する。
後に結婚。また妊娠期間中に起業をし、フラワーデザイナーとしての活動を開始する。以後は日本国内外を問わず、結婚式場やイベント会場を中心に活動を展開。国内有名ホテルでの作品展示や国際連合教育科学文化機関 (UNESCO) 本部への出展の実績も持つ。
2015年6月に長男を出産。そして同年9月に長男を連れ、夫の赴任先であるイギリス・ロンドンへ移住した。以後しばらくはロンドンを生活拠点とし、現地にフラワースクールを開校。2018年3月には、第2子出産を控えていることを自身のブログで公表した。なお、結婚してからもしばらくは横田 恵美名義で活動していたが、ロンドンへ移住してからは宇田川 恵美（うだがわ えみ）と名乗っている。
2019年に帰国。以後は、日本で新たに開業したアクセサリーの店を経営しつつ、再び女優としての活動も行っている。女優活動を再開してからは、再び横田 恵美を活動名義に用いている。

## 出演

### テレビドラマ
- 茂七の事件簿 ふしぎ草紙 第1話（2001年、NHK総合テレビ）
- 鬼首殺人事件（2002年、TBS）
- Pな彼女 第5シリーズ「天使の休息」第1話（2002年、BS-i）
- 美女か野獣 第8話（2003年、フジテレビ）
- 医龍 Team Medical Dragon 3 第10話（2010年、フジテレビ）
- 名前をなくした女神 第1話（2011年、フジテレビ） - ショップの店員 役
- BOSS 2ndシーズン 第3話（2011年、フジテレビ）
- 幸せになろうよ 最終話（2011年、フジテレビ）
- 私が恋愛できない理由（2011年、フジテレビ）
- HUNTER〜その女たち、賞金稼ぎ〜 第3話（2011年、関西テレビ）
- 蜜の味〜A Taste Of Honey〜 第9話（2011年、フジテレビ）
- ラッキーセブン 第9話（2012年、フジテレビ）
- 終着駅〜トワイライトエクスプレスの恋（2012年、TBS）
- 悪女について（2012年、TBS）
- TOKYOエアポート〜東京空港管制保安部〜（2012年、TBS）
- 間違われちゃった男 第9話（2013年、フジテレビ）
- 救命病棟24時 第5シリーズ（2013年、フジテレビ）
- 失恋ショコラティエ 第10話（2014年、フジテレビ）
- ファースト・クラス 第7話・第8話（2014年、フジテレビ）
- ファースト・クラス・ガールズ 第5話（2014年、BSフジ）
- これは経費で落ちません! 第9話（2019年、NHK総合テレビ）
- 夢食堂の料理人〜1964東京オリンピック選手村物語〜（2019年、NHK総合テレビ）
- ミス・ジコチョー〜天才・天ノ教授の調査ファイル〜 第4話・第5話（2019年、NHK総合テレビ）

### テレビ番組
- 音箱登龍門（2002年、フジテレビ）
- オビラジ®（2008年、TBS） - 「日本美女図鑑」出演
- 心ゆさぶれ!先輩ROCK YOU（日本テレビ）
- たべものがたり 彼女のこんだて帖 第12回・第13回（2013年、NHK BSプレミアム）

### 映画
- ロック 〜わんこの島〜（2011年、監督：中江功）
- へルタースケルター（2012年、監督：蜷川実花）
- トーク・トゥ・ザ・デッド（2013年、監督：鶴田法男）

### CM
- 練成会（北海道ローカルCM）
- 任天堂 Wii 年末年始コミュニケーション（2010年 - 2011年）
- 東芝 LED（2011年）
- SUZUKI「女性の願い」篇
- 日本生命保険「赤ちゃん」篇
- 大王製紙 エリエール 松本潤CM 35周年ブランド広告「出産」篇
- TOYOTA ウェルキャブ

### 雑誌
- Seventeen（2004年、集英社）
- しんびよう[注 1] 2005年8月号（新美容出版）
- 秋髪。2006（インフォレスト）
- mina（2008年、主婦の友社[注 2]）
- non-no 2009年11月号（集英社）